# Quinn Gully
Quinn Gully ist eine größtenteils unvereiste Schlucht im ostantarktischen Viktorialand. Sie liegt zwischen den MacDonald Hills und dem Hjorth Hill und reicht bis zur Explorers Cove am New Harbour.
Das Advisory Committee on Antarctic Names benannte die Schlucht im Jahr 1997 nach Thomas Quinn, der die Aufsicht über Flugoperationen des US-amerikanischen Unternehmens Antarctic Support Associates innehatte.